# Mayfield, Ohio
Mayfield är en ort i Cuyahoga County i delstaten Ohio, USA.